# جیگنیش میوانی
جیگنیش میوانی (گجراتی: જીગ્નેશ મેવાણી، هندی: जिग्नेश मेवाणी، انگلیسی: Jignesh Mevani؛ زادهٔ ۱۱ دسامبر ۱۹۸۲) وکیل، کنشگری، سیاستمدار اهل گجرات هند است. میوانی در احمدآباد متولد شد و یکی از نمایندگان قانونگزاری برای حوزه انتخابیه گجرات است. او وکیل و یک فعال حقوق مدنی است و در جنبش دالیتس (نکشتن گاو) در سال ۲۰۱۶ حضور فعال داشت.